# Lypesthes vittatus
Lypesthes vittatus là một loài bọ cánh cứng trong họ Chrysomelidae. Loài này được Zhou & Tan miêu tả khoa học năm 1997.